# 2567 Elba
2567 Elba је астероид главног астероидног појаса са средњом удаљеношћу од Сунца која износи 2,738 астрономских јединица (АЈ).
Апсолутна магнитуда астероида је 11,8.